# برودنس غلين
برودنس غلين، صحفية وكاتبة بريطانية متخصصة بصحافة الموضة، اشتهرت بعملها لمدة طويلة كأول محررة في قسم الموضة في صحيفة ذا تايمز.
خلال 15 عامًا من عملها كرئيسة لصفحات الموضة في إحدى الصحف الرائدة على المستوى القومي في المملكة المتحدة، حققت تغييرات كبيرة في مجال الأزياء، فحوّلت شكلية الأزياء الراقية إلى نمط مختلف تابع لمصممي الأزياء في حركة سوينغينغ لندن الشبابية ونشرت العلامات التجارية في الشوارع. بالإضافة إلى دعمها للمصممين الجدد، واعتُبرت من المؤثرين في مجالها من خلال آرائها وتعليقاتها، كما توّلت عددًا من الأدوار الاستشارية خارج مجال الصحافة.
كانت غلين -المعروفة باسم السيدة ويندلشام في الحياة الخاصة- شخصيةً عظيمة. نعتتها صحيفة ذا تايمز كشخصية «مهيبة ومحترمة أكثر من محبوبة». ردت سكرتيرتها السابقة ومساعدتها ساندرا بارويك بعد بضعة أيام في صحيفة ذا تايمز، وقدمت وجهة نظر مختلفة. فوصفتها باللطف والكرم وأضافت: «كانت تشعر بالملل الشديد نتيجةً للتعجرف والازدراء الشديدين عندما يتعلق الأمر بالرأي المتلقي (وهي سمة غير عادية لمحررة في قسم الموضة)».

## النشأة والمسار المهني
كانت برودنس لوفداي غلين الطفلة الأصغر من بين أربعة أطفال ولدوا لضابط الجيش المتقاعد المُقدّم روبرت تريفور والاس غلين وإيفلين مارغريت غلين (فيرنيت قبل الزواج). نشأت برودس في قرية تيتسوورث، أوكسفوردشاير وتعلمت في مدرسة داون هاوس في بيركشاير.
غادرت غلين المدرسة وذهبت مباشرة إلى وظيفة في الإعلان. عملت في أول دخول لها لعالم الموضة في منزل السهرات الخاص بفرانك أوشر. انتقلت من هناك إلى الصحافة، وكتبت في المجلات النسائية، ثم أصبحت محررة في قسم الموضة لمجلة وومنز ميرور. ما اعتبر جزءاً في المجلات التي تعرض أزياء موجهة نحو جمهور أصغر سناً. كانت غلين في مجلة وومنز ميرور من أوائل الذين استضافوا عارضة الأزياء تويغي (والتي رُفضت من مجلة كوين). على الرغم من اعتبار غلين أن حجم تويغي صغير جدًا بالنسبة لسمات عارضات الأزياء المعتادة، إلا أنها استخدمها في لقطات الرأس.
في عام 1965، تزوجت غلين من سياسي حزب المحافظين البريطاني وأحد نبلاء الأنجلو أيرلنديين ديفيد هينيسي (البارون الثالث لويندلهام)، الذي أصبح فيما بعد المدير الإداري للبث التلفزيوني لقناة إيه تي في.

## التعيين في صحيفة ذا تايمز
عُيّنت غلين في صحيفة ذا تايمز في عام 1966. حينها كان المحرر وليام هالي يعمل على توسيع نطاق الصحيفة وعيّن سوزان بوديفوت للإشراف على صفحة يومية جديدة مخصصة بكل ما يهم النساء. إذ عملت على جعل الصفحة أكثر جاذبية للقارئات، من خلال تزويدها بنصائح طهي منزلية وعرضها للأزياء في شارع بوند ستريت. وهي من عيّنت غلين أول محررة لقسم الموضة في الصحيفة. ظهرت الصفحة الأولى من تأليف غلين في 3 مايو 1966. في عام 1967، بدأ رئيس تحرير صحيفة ذا تايمز ويليام ريس-موغ بعرض أسماء الصحفيين وكُتّاب المقالات، أصبحت غلين منذ ذلك الحين اسماً معروفاً في عالم الموضة.

### أسلوب الكتابة
كانت غلين فكاهية، وذات أسلوب جارح أحيانًا، وشعر منتقدوها بأنها لم تأخذ عالم الموضة على محمل الجد كما ينبغي. يُقال إن الكثير من الناس لم تقرأ صفحاتها لاهتمامهم بالملابس ولكن لمجرد استمتاعهم بتعليقاتها. ومع ذلك، حظيت كتاباتها بالاحترام على نطاق واسع. وُجدت دعابة دائمة في الصحيفة تقول إنّ جُملها كانت أطول حتى من جمل الصحفي بيرنارد ليفين.
جلبت في كثير من الأحيان الفكاهة إلى صفحات الموضة. أوصت في وصفها لتحدي الموضة الذي أحدثته تقلبات الطقس الصيفي في عام 1966 بأسلوب جديد في صيحات الموضة لمعطف المطر البلاستيكي الشفاف: »أحد الحلول لمشكلة العثور على نفسك مرتديًا مثل رُبّان سفينة صيد تحت سماء صافية هو شراء معطف مضاد للماء يبدو تمامًا مثل المعطف العادي، ولكن الأقمشة التي تصنع منها هذه المعاطف عادةً تجعلها مناسبة أكثر للشتاء من فصل الصيف، والحل الأحدث للانتقال من الشمس إلى المطر هو الغطاء الشفاف. إذا وجدت مظهرها الخارجي الباهت غريباً بعض الشيء، فإنها تشترك في نفس نوعية الإسالة في الوجه الآخر أيضًا».
سخرت غلين -التي كانت متزوجة من زميل ضمن مجال عملها- أحيانًا من التقاليد البريطانية. وكتبت عن مخاطر ارتداء الملابس في سباق الصيف وموسم حفلات الحدائق، ووصفت المشكلة في الاستثمار في «ملابس المناسبات» عندما قالت: «انظر إلى الصور التي التقطت في الديربي. لم يدعُ الطقس إلى التفاؤل أبداً، ولكن كانت السيدات البريطانيات يتباهين كثيراً في ملابس المناسبات الخاصة البريطانية (القسم الفرعي: اجتماعات السباق): أحذية مكشوفة ذات إبزيم إغلاق، قبعات بريتونية مزقتها الرياح على شعر رطب غير مُرتب، إيماءات وابتسامات تحت أطنان من الورود الاصطناعية والحرير الملفوف. حتى الآن، الملايين في جميع أنحاء البلاد يخيطون بشكل حثيث ملايين بتلات الأزهار على آلاف من القبعات المزينة بالزهور، إنه شيء آخر بحاجة إلى ضبط النفس!".

### التأثير على الموضة البريطانية
كانت غلين داعمًا قويًا لمواهب تصميم الأزياء المحلية وشجعت العديد من المصممين الجدد في الستينيات. على وجه الخصوص، دعمت مصممة الأزياء البريطانية جين موير واعتبرت من المعجبين بمصمم الأزياء أوزي كلارك. حضرت أول عرض أزياء لكلارك في عام 1966، واختارت البدلة الحريرية التي استوحاها من تصاميم سيليا بيرتويل للفوز بجائزة ثوب العام في عام 1968، واعتبرته أحد ألمع المواهب التي أنتجتها المملكة المتحدة على الإطلاق. في وقت لاحق، أعلنت عن العلامات التجارية ذات الميزانيات الجديدة لسوينغينغ لندن، مثل ستيرلنغ كوبر، وتوقعت انتشار العلامات التجارية «المعدلة» كنتيجة لإطلاق العلامة التجارية لماريان ماكدونيل، والتي تتناسب مع الاحتياجات والأذواق الخاصة للعملاء المستهدفين.
كثيراً ما تحدثت غلين في مقالاتها عن حالة صناعة الأزياء البريطانية مُنتقدةً في بعض الأحيان المسؤولين البريطانيين لعدم إدراكهم لقيمة علاماتها التجارية. وتعليقًا على إحدى حملات التصدير البريطانية إلى طوكيو في عام 1969، حين عُرضت مجموعة متنوعة من الصناعات البريطانية، سلّطت الضوء على نقص الأبحاث المتعلقة بالسوق اليابانية مضيفةً: «إن التحدث إلى المسؤولين المعنيين في قنصلياتنا في الخارج يؤكد وجهة نظري السوداوية تجاه العديد من استراتيجيات التصدير لدينا». ساعدت من خلال تسليطها الضوء على المشاكل الرئيسية التي تواجه المصممين والمصنعين على رفع مستوى الأزياء البريطانية ما أدى بدوره إلى إطلاق مجموعة متنوعة من المبادرات الحكومية.
أعربت عن اعتقادها بأن مستقبل سمعة الأزياء البريطانية مرهون بمواهبها الناشئة، وحثت مجلس تصدير الملابس -الذي حصل على تمويله في أغلب الأحيان من شركات تصنيع الملابس والمنسوجات الرئيسية- على تذكر ما وصفته بـ «أزياء عمال المخابر». وأضافت: «بعد أن قضيت الكثير من الوقت في محاولة تدبير اللقاءات بين المصممين المصنّعين، عدت للتو بالذاكرة إلى فترة ما بعد الحرب عندما سيطرت الأزياء الراقية الفرنسية وكيفية تأسيس هذه السيطرة عن طريق الأفكار وليس عن طريق التسلّط. لم يطلب أحد من جيفنشي أن تصنع 600 دزينة من الأزياء بحلول شهر مارس».
انتشر نفوذها خارج المملكة المتحدة؛ حصلت على مقابلة نادرة مع كريستوبال بالينسياغا في عام 1968، وهو العام الذي أُغلق فيه دار الأزياء الراقية الخاص به.